# Cyanea duvalliorum
Cyanea duvalliorum är en klockväxtart som beskrevs av Thomas G. Lammers och H.Oppenh.. Cyanea duvalliorum ingår i släktet Cyanea, och familjen klockväxter. Inga underarter finns listade i Catalogue of Life.

## Bildgalleri

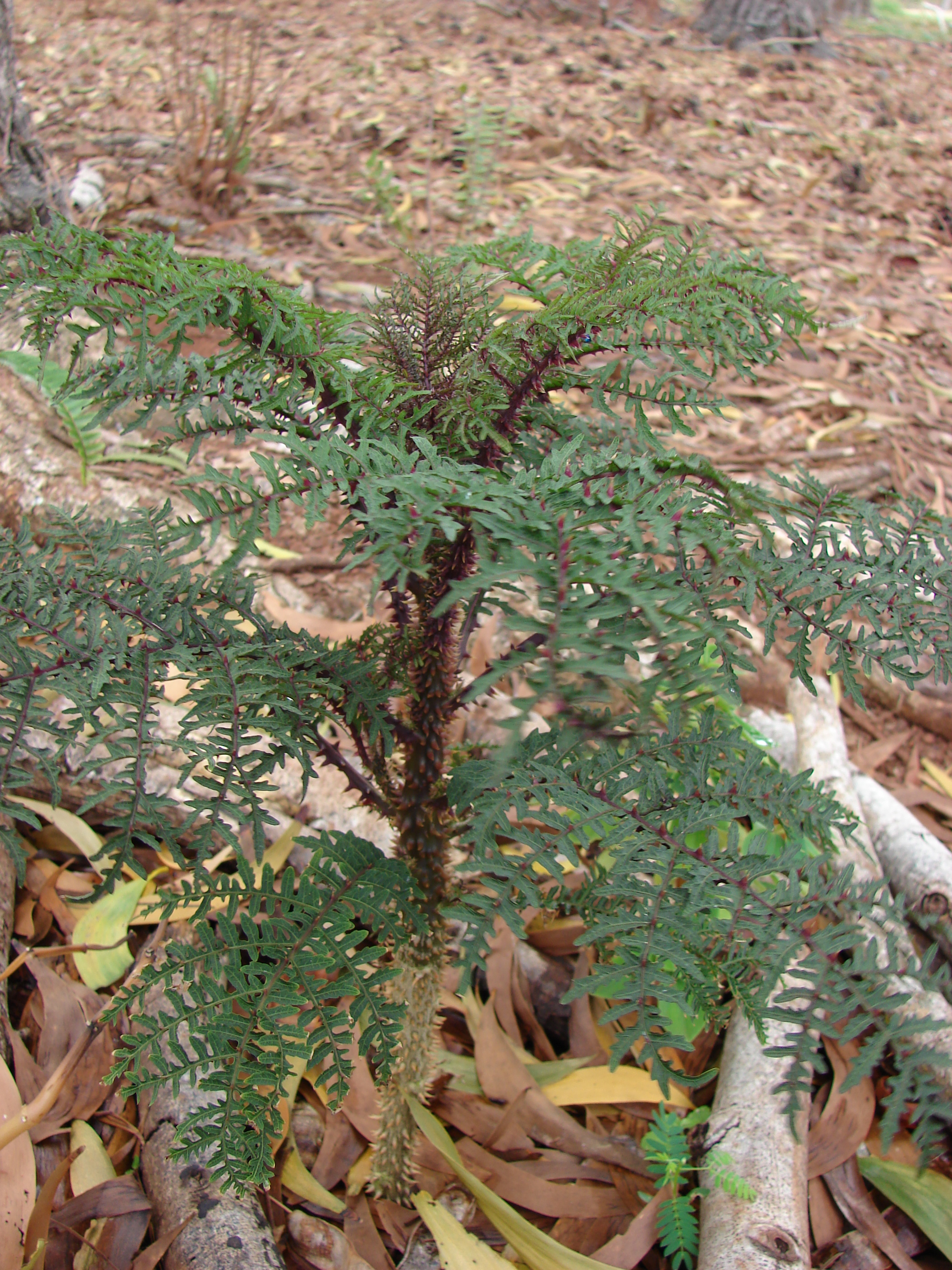
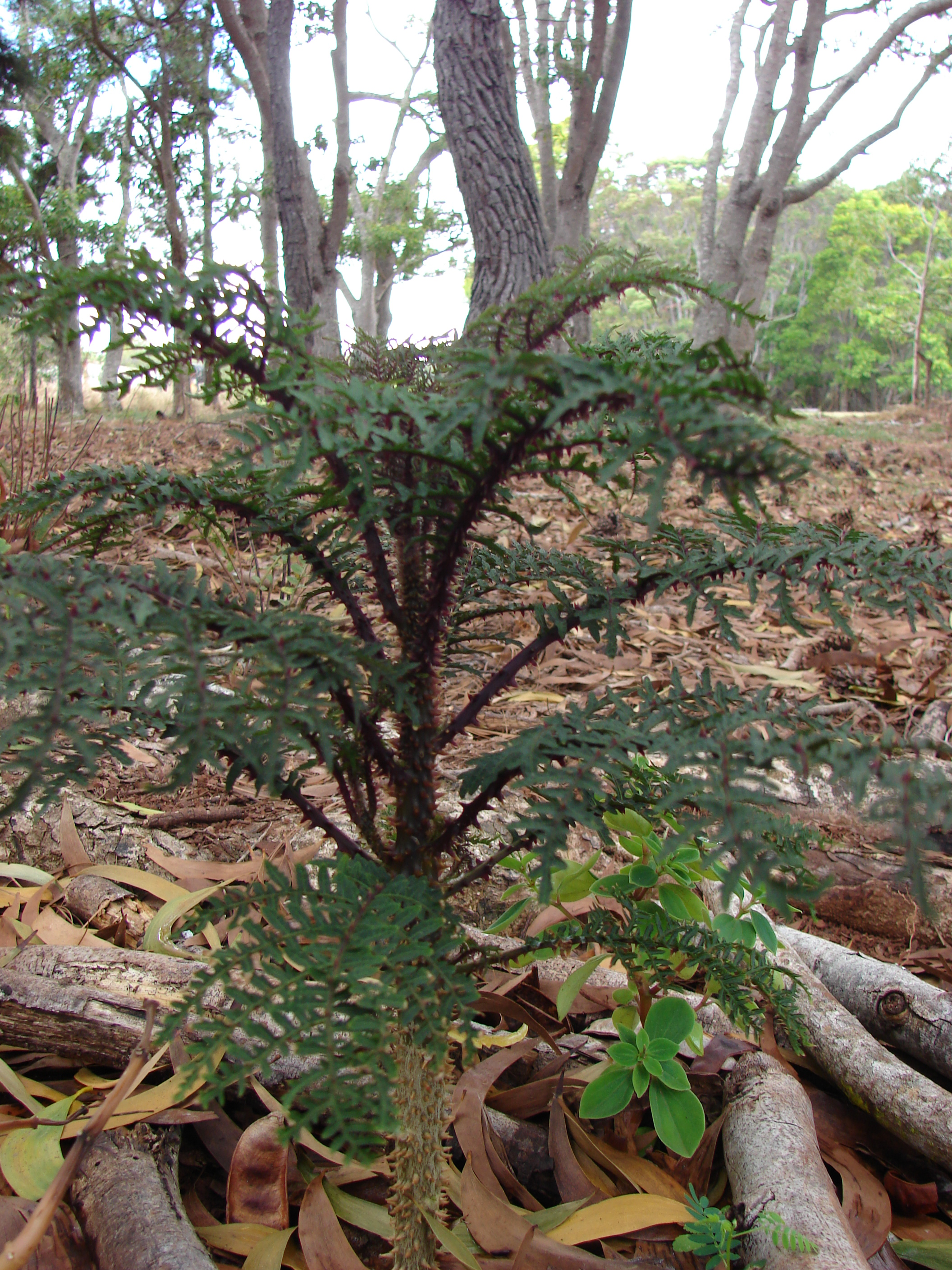
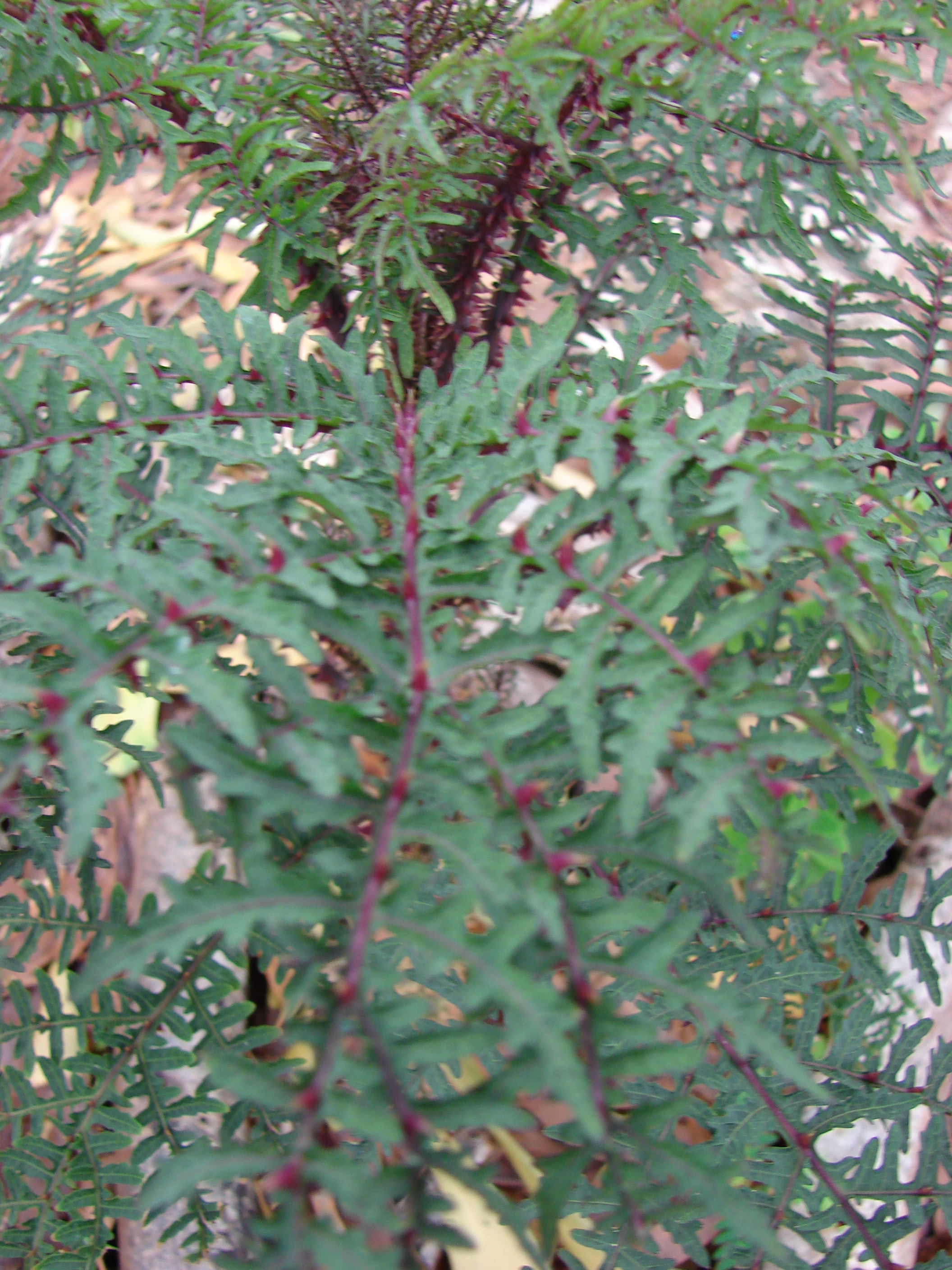
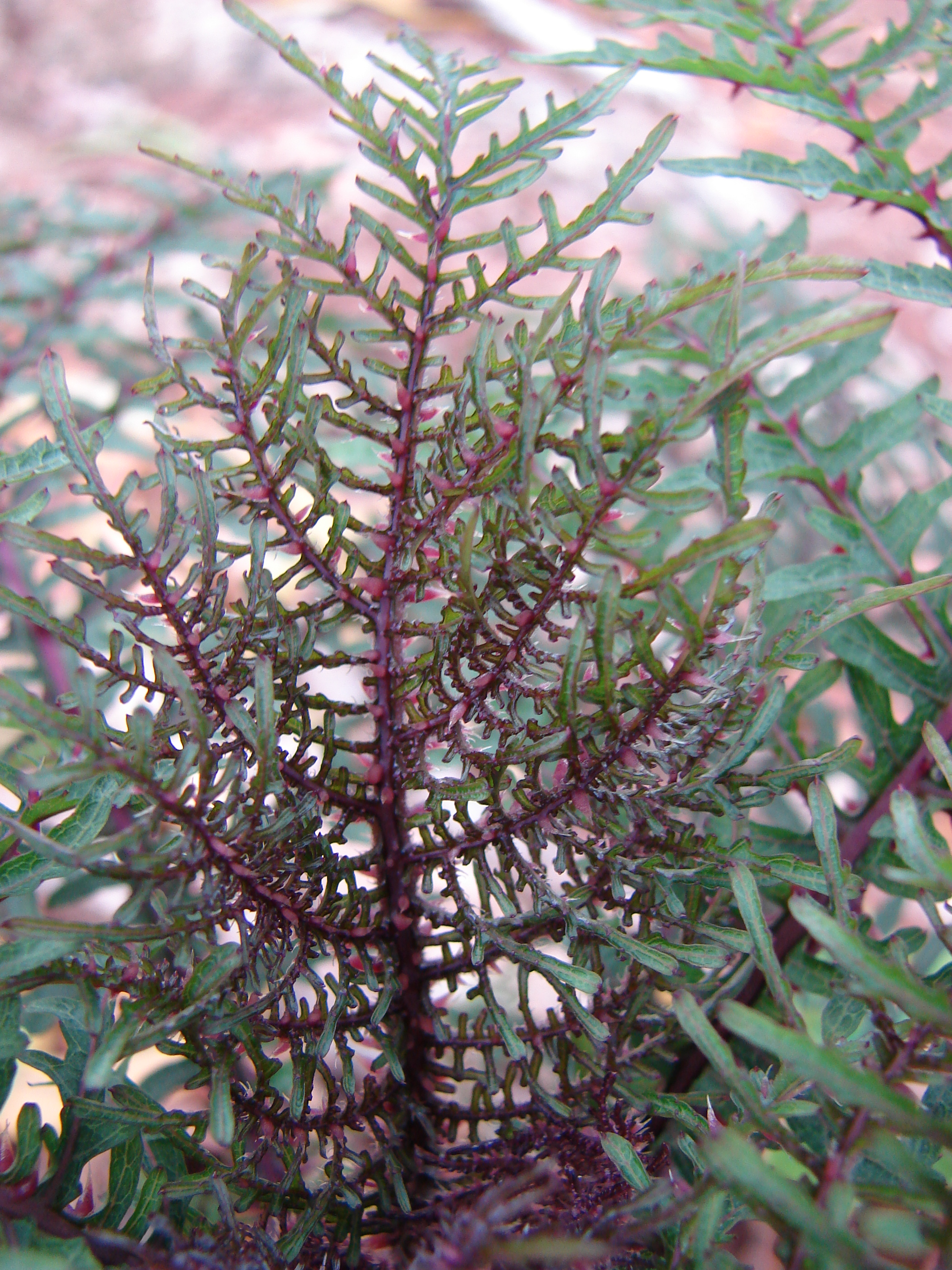
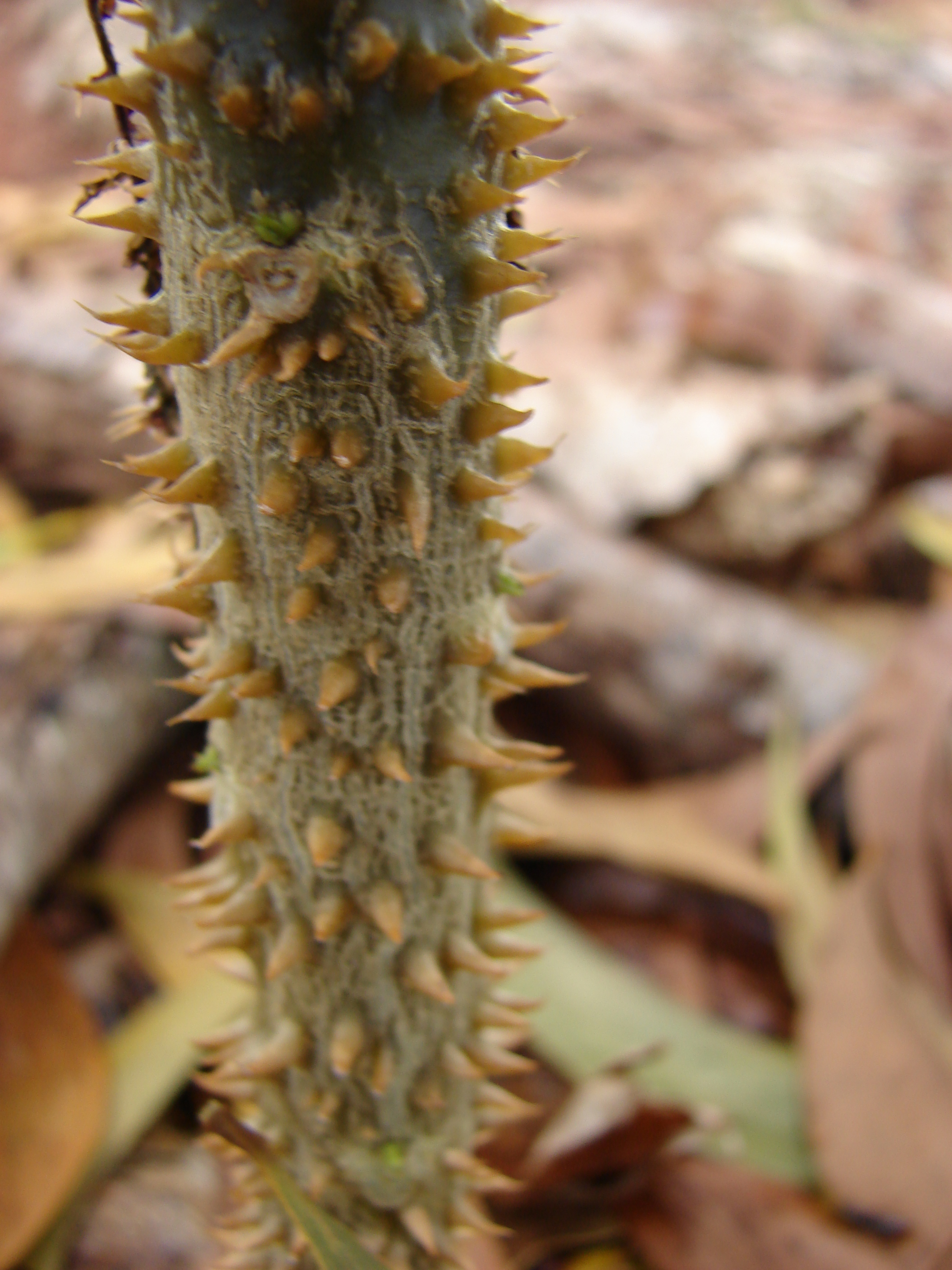
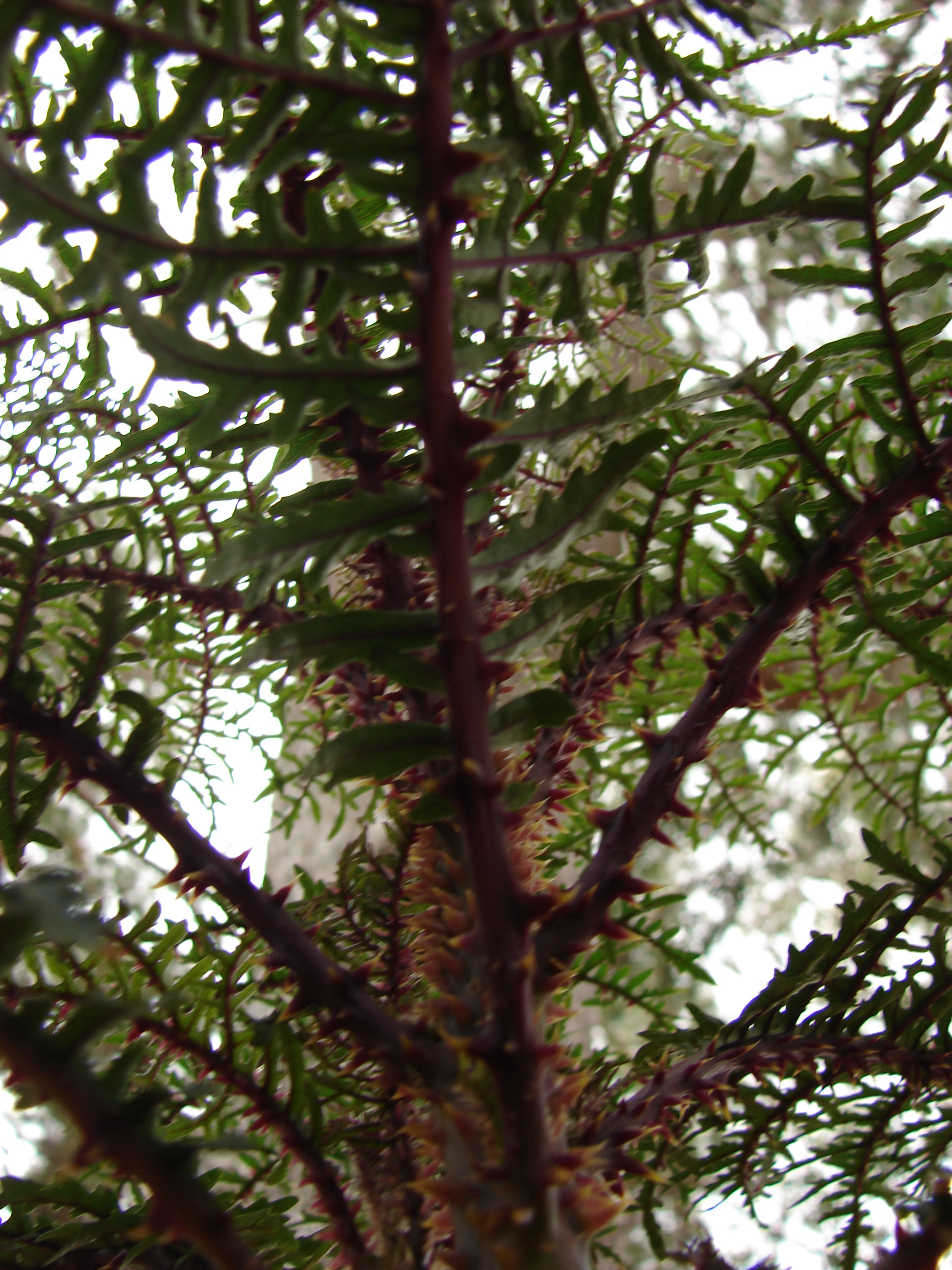